# Joel Huertas
Joel Huertas Cornudella (Juneda, Lérida, 9 de mayo de 1995) más conocido como Joel Huertas, es un futbolista español que juega en la posición de centrocampista en la A. E. Roses de la Tercera Catalana.

## Trayectoria
Nacido en Juneda, Lérida, Joel dio sus primeros toques de balón en el equipo de su pueblo, el Juneda, después pasó por el Baix Segrià y el AEM, y empezó a despuntar en el Mollerussa, donde jugó desde 2007 a 2010. En 2010 fichó por el Club Lleida Esportiu en categoría cadete y a los pocos meses el FC Barcelona le convenció para que se incorporara a La Masía en verano de 2011 para formar parte del juvenil del FC Barcelona.
En su etapa de juvenil fue convocado en varias ocasiones con el FC Barcelona B de la Segunda División que dirigía Eusebio Sacristán, pero no llegaría a debutar en la división de plata del fútbol español.
Durante su paso en el club blaugrana levantó la Liga de División de Honor Juvenil en dos ocasiones, además de la UEFA Youth League.
Antes de comenzar la temporada 2014-15 fue ascendido al FC Barcelona B, pero el 25 de agosto de 2014 fue cedido al CF Badalona durante una temporada.
El 20 de agosto de 2015, Huertas llegó cedido al Club Lleida Esportiu junto con su compañero de equipo Agostinho Cá. El jugador fue asignado al Club Lleida Esportiu B con el que jugó 28 partidos y marcó 2 goles en la liga. 
El 18 de julio de 2016, al rescindir su contrato con el club blaugrana firmó con el club leridano un contrato de dos años.
Tras disputar dos temporadas alternando el Club Lleida Esportiu en el Grupo III de la Segunda División B y el filial, en verano de 2018 tras rescindir su contrato, firma con el Club Deportivo Quintanar del Rey del Grupo XVIII de la Tercera División de España en el que jugó durante la primera vuelta de la temporada disputando 13 partidos y anotando un gol.
El 17 de enero de 2019, Huertas firmó por el Wigry Suwałki de la I Liga de Polonia en un contrato de un año y medio. El 27 de febrero de 2019, debuta con el frente al Odra Opole en una derrota por dos goles a tres en los que el centrocampista leridano jugaría los 90 minutos anotando un gol. En la segunda parte de la temporada 2018-19 jugaría 14 partidos y anotaría 5 goles.
Durante la temporada 2019-20 disputaría 21 partidos y anotaría 3 goles.

## Clubes
| Club                          | País    | Año       |
| ----------------------------- | ------- | --------- |
| F. C. Barcelona "B"           | España  | 2014-2016 |
| C. F. Badalona (cedido)       | España  | 2014-2015 |
| Club Lleida Esportiu (cedido) | España  | 2015-2016 |
| Club Lleida Esportiu          | España  | 2016-2018 |
| C. D. Quintanar del Rey       | España  | 2018-2019 |
| Wigry Suwałki                 | Polonia | 2019-2020 |
| C. F. Igualada                | España  | 2020-2021 |
| C. E. Atlètic Lleida          | España  | 2021-2023 |
| A. E. Roses                   | España  | 2023-     |